# 瑪莉莎
瑪莉莎（Marisa）是英語中的一个女性人名，該名來自於拉丁语maris，意思是 "海的"（of the sea）。瑪莉莎在西班牙語或意大利语中還是某些人名的昵称，例如Maria Isabel和Maria Luisa 。

## 名人
- 瑪莉莎·米勒 ，美國模特
- 瑪麗莎·托梅 ，美國女演員

## 虛構作品
- 瑪莉莎·考爾特, 《黑暗元素三部曲》中的一個角色
- 霧雨 魔理沙 (Marisa Kirisame), 東方Project系列角色